# Сукхотхай (провінція)
Провінція Сукхотай (Сукотаї, Сукхотай, Сукхот[ай, тай. สุโขทัย, в перекладі «світанок щастя») — одна з центральних провінцій Королівства Таїланд, розташована приблизно за 300 км від Бангкока.
Межує з провінціями: Пхре, Уттарадіт, Пхітсанулок, Кампхенгпхет, Так та Лампанг.
Адміністративним центром є місто Сукхотхай, засноване в XIII столітті королем Пхокхун Сі Інтаратхітом і входило до складу кхмерської імперії.
На гербі провінції зображений король Рамакхамхаенг Великий, який сидить на троні. Це пояснюється тим, що в період його правління Сукхотхай переживав свої найзначніші часи, це був період розквіту регіону.

## Географічне положення
Провінція Сукхотхай розташований в долині річки Йом, і охоплює близько 6 596,1 км².
В основному це рівнинна місцевість, лише на півдні в Національному парку Рамкхамхенг підносяться гірські піки.

## Історія
Спочатку провінція Сукхотхай називалася Саванкхалок, і лише в 1939 році надбала свою сучасну назву.
У XIII столітті, тут було засновано перше незалежне Тайське королівство. Цій епосі приписують створення тайського алфавіту.
Король Рамакхамхаенг зробив Сукхотхай сильним і впливовим королівством.
Він заклав основи політичної, релігійної та економічної діяльності в цій провінції.
Історія свідчить, що після одного з відвідувань сусіднього Китаю король привіз із собою кількох китайських ремісників, які навчили тайців мистецтву створення глиняного посуду.
Згодом, провінцією управляли багато інших королів, але вони не залишили такого сліду в історії.

## Адміністративний поділ

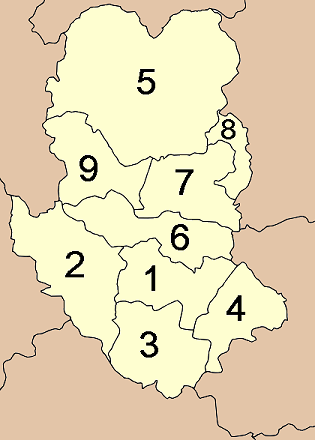
Адміністративний поділ провінції Сукхотхай

Територія провінції ділиться на 9 районів — ампхоє:
1. Mueang Sukhothai
2. Ban Dan Lan Hoi
3. Khiri Mat
4. Kong Krailat
5. Si Satchanalai
6. Si Samrong
7. Sawankhalok
8. Si Nakhon
9. Thung Saliam

## Пам'ятки
Історичний парк Сі-Сатчаналай, історичний парк Сукхотхай і Історичний парк Кампхенгпхет, які були занесені до списку Світової спадщини ЮНЕСКО.